# João Duarte Pereira
João Duarte Vieira Pereira (10 maggio 1990) è un ex calciatore portoghese, di ruolo difensore.

## Palmarès

### Club

#### Competizioni nazionali
- Campionato moldavo: 1

Sheriff Tiraspol: 2012-2013
- Coppa di Danimarca: 1

SønderjyskE: 2019-2020